# Gerhard Hegen
Gerhard Hegen (* 15. Dezember 1959 in Kaufbeuren) ist ein ehemaliger deutscher Eishockeytorwart und derzeitiger -trainer, der im Verlauf seiner aktiven Karriere zwischen 1979 und 2001 unter anderem für den ESV Kaufbeuren und die Kassel Huskies in der Eishockey-Bundesliga bzw. Deutschen Eishockey Liga gespielt hat. In der Saison 1982/83 absolvierte Hegen insgesamt drei Partien für die deutsche Eishockeynationalmannschaft. Er ist der ältere Bruder des langjährigen Eishockeynationalspielers Dieter Hegen.

## Karriere
Hegen verbrachte seine Jugendzeit in seiner Geburtsstadt Kaufbeuren, wo er in der Jugendabteilung des ESV Kaufbeuren das Eishockeyspielen erlernte und dort als Torwart aktiv war. Nachdem er mit der deutschen U20-Nationalmannschaft die Junioren-Weltmeisterschaft 1980 absolviert hatte, spielte er ab der Saison 1981/82 als Stammtorwart Kaufbeurens in der Eishockey-Bundesliga. Bereits seit der Spielzeit 1977/78 hatte er im Kader des Teams gestanden und im Frühjahr 1980 den Meistertitel der 2. Eishockey-Bundesliga errungen und den damit verbundenen Aufstieg in Eishockey-Oberhaus geschafft. Hegen blieb dem Klub schließlich bis zum Sommer 1989 treu und schaffte während dieser Zeit auch den zwischenzeitlichen Sprung in die deutsche Eishockeynationalmannschaft, für die er im Spieljahr 1982/83 dreimal zwischen den Pfosten stand – unter anderem bei Iswestija Cup.
Zur Spielzeit 1989/90 verließ Hegen den ESV Kaufbeuren und schloss sich dem EHC 80 Nürnberg in der 2. Bundesliga an. Dort verbrachte er insgesamt fünf Spielzeiten bis zum Sommer 1994, ehe ein erneuter Wechsel – diesmal zu den Kassel Huskies in die mittlerweile gegründete Deutsche Eishockey Liga (DEL). Den Huskies blieb der Schlussmann allerdings nur etwas mehr als eine Saison lang treu. Im Verlauf der Saison 1995/96 zog es ihn zum ESV Kaufbeuren zurück. Mit den Adlern beendete Hegen schließlich seine Zeit in der höchsten deutschen Spielklasse.
Hegen schloss sich vor der Spielzeit 1996/97 dem ERC Sonthofen an, der gerade in die zweitklassige Hacker-Pschorr-Liga aufgestiegen war. Mit seiner Erfahrung steuerte er seinen Teil zum Klassenerhalt bei. Auch in der folgenden Saison hielten die Sonthofener die Klasse, jedoch verließ der Torhüter den Klub und kehrte ein weiteres Mal zu seinem Stammverein nach Kaufbeuren zurück. Dieser war in eine wirtschaftliche Schieflage geraten und hatte sich nach im Verlauf der Saison 1997/98 aufgrund der beantragten Insolvenz aus dem laufenden Spielbetrieb der DEL zurückgezogen. Zur Saison 1998/99 wagte der Verein daher mit Hegen einen Neustart in der viertklassigen 2. Eishockey-Liga. Mit Hegen gelang in der Saison 1999/2000 der Gewinn des Meistertitels der Südstaffel der in Regionalliga umbenannten vierthöchsten Spielklasse. Nach einer weiteren Saison in der drittklassigen Eishockey-Oberliga beendete der Keeper wenige Wochen vor seinem 42. Geburtstag seine aktive Karriere.
Nach einer mehrjährigen Pause begann Hegen als Trainer bei seinem Heimatklub zu arbeiten. Zunächst betreute er in der Saison 2012/13 die U16-Mannschaft des ESV Kaufbeuren in der Schüler-Bundesliga und die Frauenmannschaft in der Fraueneishockey-Regionalliga. Im Jahr darauf war er Torwarttrainer der Herren-Profimannschaft in der DEL2. Zwischen 2016 und 2018 war er wieder hauptverantwortlich für die weiterhin zweitklassig aktive Frauenmannschaft.

## Erfolge und Auszeichnungen
- 1980 Meister der 2. Eishockey-Bundesliga und Aufstieg in die Eishockey-Bundesliga mit dem ESV Kaufbeuren
- 2000 Meister der Regionalliga Süd und Aufstieg in die Eishockey-Oberliga mit dem ESV Kaufbeuren